# Ернесто Гост
Ернесто Гост (нід. Ernesto Hoost; *11 липня 1965, Гемскерк, Північна Голландія, Нідерланди) — нідерландський спортсмен, професійний кікбоксер. Триразовий переможець Гран-прі K-1 у важкій ваговій категорії (1997, 1999, 2000 роки), фіналіст Гран-прі у важкій ваговій категорії (1993 рік). Чемпіон світу з муай тай у напівважкій ваговій категорії за версією WMTA (1993 рік). Дворазовий чемпіон світу з кікбоксингу у напівважкій і важкій ваговій категорії за версією WKA (1990, 1993 роки). Чемпіон світу з савату (1989 рік).